# C17 (Namibië)
De C17 is een secundaire weg in het zuidoosten van Namibië. De weg loopt van Keetmanshoop via Koës naar de C15. In Keetmanshoop sluit de weg aan op de B1 naar Windhoek en Kaapstad en op de B4 naar Lüderitz.
De C17 is 168 kilometer lang en loopt door de regio's !Karas en Hardap.